# Вронкі (Вармінсько-Мазурське воєводство)
Вронкі (пол. Wronki, нім. Wronken, 1938-45 Fronicken) — село в Польщі, у гміні Свентайно Олецького повіту Вармінсько-Мазурського воєводства.
Населення — 169 осіб (2011).
У 1975-1998 роках село належало до Сувальського воєводства.

## Демографія
Демографічна структура станом на 31 березня 2011 року:
|          | Загалом | Допрацездатний вік | Працездатний вік | Постпрацездатний вік |
| -------- | ------- | ------------------ | ---------------- | -------------------- |
| Чоловіки | 88      | 22                 | 54               | 12                   |
| Жінки    | 81      | 9                  | 46               | 26                   |
| Разом    | 169     | 31                 | 100              | 38                   |